# The Wild Rover
"The Wild Rover", Roud 1173, är en populär folkvisa på engelska av omstritt ursprung, som oftast associeras med skotsk och irländsk pubkultur. Det är inte känt när sången är skriven eller ens varifrån den kommer. Trots att den i dag framförs som dryckesvisa har den snarare ett dryckeskritiskt måttfullhetsursprung.
Sången har framförts av ett otal artister, bland dem Týr, Dropkick Murphys, The Dubliners, Johnny Logan, The Seekers och The Pogues.

## Sångtext
I've been a wild rover for many's the year,

and I spent all me money on whiskey and beer.

And now I'm returning with gold in great store,

and I never will play the wild rover no more.

Refräng:

And it's no, nay, never! No, nay, never, no more,

will I play the wild rover. No (nay) never no more!

 

I went to an alehouse I used to frequent,

and I told the landlady me money was spent.

I asked her for credit, she answered me "nay,

such a custom as yours I could have any day".

(Refräng)

I took from me pocket ten sovereigns bright,

and the landlady's eyes opened wide with delight.

She said "I have whiskeys and wines of the best,

and the words that I told you were only in jest".

 

(Refräng)

I'll have none of your whiskeys nor fine Spanish Wines,

For your words show you clearly as no friend of mine.

There's others most willing to open a door,

To a man coming home from a far distant shore.

 

(Refräng)

 

I'll go home to me parents, confess what I've done,

and I'll ask them to pardon their prodigal son.

And when they've caressed me as oft times before

then I never will play the wild rover no more.

 

(Refräng)

## Översättningar
- Martin Lignell har översatt texten till svenska, med namnet Oh! Nej! Aldrig!, på skivan Levande Krabbor - Irländska på Svenska.
- Smens Baglomma har översatt texten till skånska, med namnet Vild och villig.